# Walthourville
Walthourville è una city degli Stati Uniti d'America, situata nella Contea di Liberty in Georgia.